# Waldemar Bonsels
Waldemar Bonsels (Ahrensburg, 21 de febrero de 1880 - Ambach, 31 de julio de 1952) fue un escritor alemán. Conocido especialmente por ser el escritor de las aventuras de La abeja Maya.

## Biografía
Waldemar Bonsels escribió solo un libro infantil La abeja Maya. 
Personas en el cielo (Himmelsvolk) trata sobre la relación de toda la creación con Dios. 
Muchos de sus cuentos y novelas hablan del amor de Eros y del máximo nivel divino del amor, en el espíritu del romanticismo con la relación entre hombre y naturaleza en una vida simple y una civilización moderna.
Tiene una novela histórica ambientada en los tiempos de Jesús (Der Grieche Dositos). 
Viajó por Europa y Asia. Fruto de estos viajes es su obra Viaje a la India (Indienfahrt).

## Nazismo
El investigador Sven Hanuschek, de la Universidad de Múnich, ha indagado en documentos que apuntan al antisemitismo de Bonsels y a una tendencia filonazi, pasando por las comparaciones de la colmena y una sociedad totalitaria, el ataque a los insumisos (zángano), el tono militarista y beligerante contra el enemigo (las avispas), y el racismo contra estas. Hanuchek dijo que “la pregunta que nos guía es si este autor debe ser redescubierto o si su trabajo ha quedado olvidado con razón”.

## Música
El compositor croata Bruno Bjelinski compuso una ópera infantil sobre La abeja Maya.

## Obra parcial
- La abeja Maya (1912).
- Himmelsvolk (Pueblo del cielo) (1915).
- Indienfahrt (Viaje a la India) (1916).